# Tipula shevtshenkoi
Tipula shevtshenkoi är en tvåvingeart som beskrevs av Evgenyi Nikolayevich Savchenko 1954. Tipula shevtshenkoi ingår i släktet Tipula och familjen storharkrankar. Inga underarter finns listade i Catalogue of Life.